# Tutusz Ibn Alp Arslan
Tutusz Ibn Alp Arslan (pełne imię: Tadż ad-Daula Abu Sa'id Tutusz Ibn Alp Arslan) (ur. 1066, zm. 26 lutego 1095) – władca z rodu Seldżukidów panujący w Syrii i Palestynie w latach 1079 - 1095.
Był jednym z młodszych synów Alp Arslana. W roku 1078 turkmeński wódz Atsyz Ibn Uwak, rządzący w Palestynie i części Syrii, zwrócił się do sułtana Wielkich Seldżuków Malikszaha (1072 - 1092) o pomoc przeciwko armii fatymidzkiego kalifa Al-Mustansira (1036 - 1094), oblegającej go w Damaszku. Malikszah wysłał armię wraz z Tutuszem w celu podboju Syrii i ten po przybyciu na miejsce w 1079 roku zabił Atsyza i zajął Damaszek dla siebie. Tutuszowi nie udało się jednak zająć Aleppo, którego mieszkańcy zamknęli przed nim bramy, zniechęceni rabunkami jego turkmeńskich wojowników, niedługo potem zapraszając do siebie jako władcę Muslima Ibn Kurajsza (1042 - 1085) z rodu Ukajlidów, który władał już Mosulem. Muslim uzyskał zatwierdzenie swojej władzy jako wasal Malikszaha, który nie chciał zbytniego powiększenia potęgi swego brata. To jednak Muslimowi nie wystarczało i sprzymierzywszy się z Fatymidami oraz wykorzystując fakt, że Tutusz był zajęty walką z Bizantyńczykami, zaatakował on jego posiadłości, w roku 1083 nawet oblegając go w Damaszku. Malikszah zajął jednak większości posiadłości Muslima, tak że ten musiał błagać o litość. Uważając go za już niegroźnego, sułtan przebaczył mu i zwrócił jego terytoria. Muslim zginął w roku 1085 w walce z władcą Sułtanatu Rum Sulajmanem Ibn Kutulmiszem (1077 - 1086) i w roku następnym Tutusz musiał odpierać inwazję tego ostatniego. Jego wódz, Artuk Ibn Ekseb, pokonał jednak i zabił Sulajmana w bitwie nieopodal Aleppo.
Po tych wydarzeniach Malikszah przybył osobiście do Syrii i dokonał jej nowego podziału. Mianował on dowódców swojej armii namiestnikami: Ak Sunkura Aleppo, Jaghiego Sijana Antiochii i Buzana Edessy, rozciągając w ten sposób swoją bezpośrednią kontrolę nad większością prowincji. Tutusz panował w Damaszku, a Jerozolimą jako jego wasal zarządzał Artuk. Przy pomocy owych dowódców Tutusz rozszerzył władzę Seldżuków w Syrii aż do Himsu, jednak nie zajął terytorium władającej w Trypolisie dynastii Banu Ammar, której władca Dżalal al-Mulk Ali doszedł do porozumienia z Ak Sunkurem. Po śmierci Malikszaha w roku 1092 państwo Wielkich Seldżuków pogrążyło się w wojnie domowej, a z uwagi na turecką tradycję zgodnie z którą władzę powinien sprawować najstarszy członek rodu Tutusz uważał swoje roszczenia do tronu za mające silniejsze podstawy niż roszczenia najstarszego syna Malikszaha, Barkijaruka (1092 - 1104). Udało mu się zająć miasta Al-Dżaziry aż do Mosulu i w 1093 został on ogłoszony w Bagdadzie sułtanem. Jednak strach przed władzą Tutusza spowodował, że Ak Sunkur i Buzan zbuntowali się przeciwko niemu i połączyli z armią Barkijaruka dowodzoną przez Kurbughę. Tutusz pokonał ich w bitwie pod Tall as-Sultan na południe od Aleppo w maju 1094 roku i zabił Ak Sunkura i Buzana, Kurbughę zaś wziął do niewoli. W rezultacie tej bitwy udało mu się zająć Aleppo. Zachęcony sukcesem Tutusz dokonał inwazji zachodniego Iranu, docierając aż do Hamadanu i zmuszając słabszego liczebnie Barkijaruka do wycofania się do Isfahanu. Jednak obawiający się powstania suwerennej władzy irańscy emirowie licznie zasilili armię Barkijaruka i ten pokonał Tutusza 26 lutego 1095 roku pod Daszilwą niedaleko Reju. O wyniku bitwy przesądziło przejście na stronę Barkijaruka turkmeńskiej konnicy i beduinów. Według części źródeł Tutusz miał zostać zgładzony przez sługę Ak Sunkura, mszczącego śmierć swego pana. Mimo zwycięstwa Barkijaruk nie był w stanie rozciągnąć swojej faktycznej kontroli na Syrię i pozostawił tam synów Tutusza, z których Ridwan (1095 - 1113) objął władzę w Aleppo, a Dukak (1095 - 1104) w Damaszku.